# Anemia por deficiencia de hierro
La anemia ferropénica o anemia ferropriva corresponde a la más común de las anemias, y se produce por la deficiencia de hierro, el cual es necesario para la formación de la hemoglobina y esta para la de los hematíes.
Algunas causas de la anemia pueden ser la poca ingesta de hierro, por pérdidas excesivas (alteraciones en el ciclo menstrual, microhemorragias intestinales) o procesos que cursan con inflamación intestinal crónica o alteraciones de la absorción intestinal, como la enfermedad celíaca y la sensibilidad al gluten no celíaca sin diagnosticar ni tratar (la anemia puede ser su única manifestación, en ausencia de síntomas digestivos), o la enfermedad de Crohn.
En las mujeres se comete con frecuencia el error de atribuir la presencia de la anemia ferropénica a los sangrados menstruales y limitarse a prescribir suplementos de hierro, sin realizar las evaluaciones necesarias para buscar o descartar posibles causas subyacentes.
La pérdida de hierro por sangrado gastrointestinal, a menudo es inadvertida. En caso de que las deposiciones sean de color negro (similar a la brea), conocidas en el ámbito médico como «melena», es una verdadera urgencia que amerita evaluación médica a la brevedad. La probabilidad de que la deficiencia de hierro se deba a un tumor gastrointestinal oculto se ha ilustrado en varias series de casos; en una serie de 2005 de 148 adultos (mediana de edad, 66 años) con deficiencia crónica de hierro que se sometieron a endoscopia, se encontró que 12% tenían un tumor maligno.

## Descripción
El hierro es fundamental, en la formación de la hemoglobina, ya que es el elemento que capta el oxígeno. El organismo recicla el hierro: cuando los glóbulos rojos mueren, el hierro presente en ellos vuelve a la médula ósea para ser reutilizado en la formación de nuevos glóbulos rojos.
Los síntomas generales son:
- Fatiga.
- Astenia
- Mareos
- Náuseas concominante con o sin vómitos
- Cefalea
- Sensación de falta de oxígeno al respirar.
- Irritabilidad
- Pica o alotriofagia ( Inclinación a ingerir determinadas sustancias no asimilables por el organismo).[8]

En general, la pica se puede observar en muchos entornos clínicos y no se considera específica para la deficiencia de hierro. Sin embargo, la pagofagia (pica para hielo) se considera bastante específica para la deficiencia de hierro.
Los signos generales son:
- Taquicardia
- Palidez
- Coiloniquia
- Melena
- Esteatorea
- Pioderma gangrenoso

## Diagnóstico
El diagnóstico de deficiencia de hierro se confirma mediante cualquiera de los siguientes hallazgos en el entorno clínico apropiado:
●Ferritina sérica <30 ng/ml
●Saturación de transferrina ≤19%, utilizada principalmente en pacientes para quienes se cree que la ferritina no es confiable debido a un estado inflamatorio
●Anemia que se resuelve con la administración de hierro
●Ausencia de hierro manchable en la médula ósea (siempre que se realicen controles de tinción adecuados)

El diagnóstico debe ir acompañado de la identificación de la causa de la deficiencia de hierro y una estrategia para tratar la deficiencia, si está clínicamente indicada, así como el manejo de la causa subyacente de la deficiencia. 
En el caso de pacientes con enfermedad renal crónica o neoplasia maligna, que son candidatos para el tratamiento con un agente estimulante de la eritropoyesis (Eritropoyetina), diagnosticamos deficiencia funcional de hierro si la ferritina está en el rango de 100 a 500 ng/ml y la saturación de transferrina es inferior al 20%. Esto implicaría que estos individuos se beneficiarían de la administración de hierro (típicamente, hierro intravenoso)

## Etiología
El cuerpo pierde importantes cantidades de hierro, cuando se pierden grandes cantidades de glóbulos rojos durante una hemorragia ya sea de manera externa mediante una herida, como una interna como las producidas en el intestino. En los adultos, este déficit suele deberse esencialmente a la hemorragia, en las mujeres durante la premenopausia, y en los varones por pérdida de sangre por el aparato gastrointestinal.
Son muchas las causas que pueden provocar deficiencia de hierro y posteriormente el desarrollo de anemia ferropénica. A continuación enumeraremos las principales:

### Nutricional
La sola deficiencia de hierro en los alimentos no suele ser causa de ferropenia en los adultos pero sí en la lactancia, periodo en el que las necesidades diarias del mineral no son satisfechas por los productos lácteos, por lo que resulta esencial su suplencia en la alimentación a partir de los 4 a 6 meses de edad. En la niñez temprana, en la adolescencia y en el embarazo, se aumenta la necesidad diaria y si bien las deficiencias alimentarias pueden ser un factor de influencia, por lo regular no constituye la principal causa de anemia notable. La absorción deficiente de hierro (mala absorción) rara vez causa deficiencia del mineral, excepto en personas a quienes se les ha practicado una gastrectomía parcial o que tienen síndromes de mala absorción. En cerca del 50 % de los pacientes sometidos a esta cirugía, habrá anemia ferropénica incluso varios años después. Sin embargo, estas personas pueden absorber fácilmente sales de hierro por vial oral.
En dietas basadas en vegetales, sobre todo vegetarianos estrictos, puede existir deficiencia, ausencia o poca absorción en el intestino de este mineral debido a que se encuentra en hierro no hemínico, por lo tanto, es susceptible a la intervención de factores intraluminales que hacen que el hierro se absorba en mayor o menor proporción dificultando su solubilidad. La única manera de prevenir las deficiencias en las personas que siguen dietas vegetarianas estrictas es mediante la elección de alimentos fortificados o la toma regular de suplementos, lo cual es especialmente importante durante el embarazo.

### Disminución de la absorción
La gastritis atrófica al producir un déficit en la acidez estomacal disminuye la absorción del hierro bajo la forma férrica (no Hem), que es la que proviene de los alimentos de origen vegetal. En cambio, no afecta a la absorción del hierro hemínico (Hem) ni de las sales ferrosas.
La anemia puede ser el único signo clínico de la enfermedad celíaca y la sensibilidad al gluten no celíaca, en ausencia de síntomas digestivos o de otro tipo. Ambas enfermedades, en ocasiones, pueden disminuir la absorción del hierro.

### Inflamación intestinal crónica
Los trastornos que producen inflamación intestinal crónica pueden provocar anemia ferropénica, principalmente la enfermedad celíaca y la sensibilidad al gluten no celíaca sin diagnosticar ni tratar, o la enfermedad de Crohn.
La incorrecta absorción no es la única causa de anemia en la enfermedad celíaca. En las personas con la enfermedad activa, es decir, sin diagnosticar o sin tratar con la dieta sin gluten estricta, la inflamación crónica del intestino es un factor importante que puede provocar anemia.

### Pérdida de sangre
La pérdida de sangre puede provocar anemia y puede deberse a muy diversas causas.
Una causa frecuente en mujeres entre 15 y los 45 años de edad son las pérdidas ginecológicas. No obstante, se comete con frecuencia el error de atribuir la presencia de la anemia ferropénica a los sangrados menstruales y limitarse a prescribir suplementos de hierro, sin realizar las evaluaciones necesarias para buscar o descartar posibles enfermedades que causan anemia.
En los varones adultos y en las mujeres posmenopáusicas, puede deberse a una pérdida crónica por la vía gastrointestinal, lo cual puede ser debido a: 
- Enfermedad ulceropéptica o hernia hiatal con traumatismo de la mucosa y esofagitis péptica por reflujo gastroesofágico
- Ingestión de aspirina o de antiinflamatorios no esteroideos, glucocorticoides o preparados de potasio.

Mención especial merecen los parásitos intestinales, los cuales provocan pérdida de sangre, bien por ser hematófagos, como ocurre con los anquilostomas, o por provocar lesión de la mucosa, como es el caso del Trichuris trichura. La pérdida de sangre por los anquilostomas es proporcional al número de parásitos y a la cantidad de huevos por gramo de heces, siendo más voraz el Anquilostomas duodenale. Esa pérdida es tan importante como causa de anemia que una infección leve de 100 parásitos del tipo Necator americano o 20 del Ancylostoma duodenale es capaz de producir una pérdida de 3 ml de sangre diaria, equivalente a una pérdida de 1,4 mg de hierro de la dieta diaria. En algunos casos con infecciones mayores de 1000 Necator se han registrado pérdidas de más de 100 ml de sangre por día.
Otras causas de pérdida de sangre pueden ser: 
- La hemoglobinuria paroxística nocturna, donde se registra una pérdida entre 2 y 8 mg de hierro por día
- La hemosiderosis pulmonar idiopática
- La taleangiectasia hereditaria (enfermedad de Osler Weber Rendú)

Algunos casos más raros incluyen las hemólisis intravasculares por cualquier causa, especialmente por válvulas protésicas cardíacas u otras causas mecánicas.

## Manifestaciones clínicas
La enfermedad puede manifestarse de muy diversas formas: con una importante depleción de hierro, incluso con anemia moderada, en una persona asintomática; con los signos iniciales atribuibles a un proceso oculto; o el paciente que acude al médico por primera vez con molestias inespecíficas atribuibles a la anemia, tales como fatiga, disminución de la tolerancia al ejercicio, debilidad, palpitaciones, irritabilidad y cefalalgia.
Las manifestaciones clínicas son debidas en parte a la anemia y en parte a la falta de hierro tisular: en cuanto a los síntomas y signos por anemia los hallazgos suelen ser inespecíficos e insidiosos y corresponden más al síndrome anémico que acompaña a la enfermedad, con palidez, fatiga y palpitaciones. La mayoría de las veces es la anemia la que obliga al paciente a solicitar la consulta médica, teniendo en cuenta que por regla general dicha anemia suele ser moderada y se transforma en severa cuando está complicada con otra causa, como la infección por anquilostoma. Al examen físico se encontrará una palidez cutaneomucosa de leve a intensa; efectos cardiovasculares atribuibles a la anemia como soplos sistólicos y en algunos pacientes, insuficiencia cardiaca congestiva. El bazo se encuentra discretamente aumentado en sujetos con anemia severa y de larga duración.
Habitualmente el hierro contenido en una dieta normal no puede compensar la pérdida del mismo por un sangrado crónico, ya que el cuerpo tiene una reserva muy pequeña de hierro. Por consiguiente, el hierro perdido debe reemplazarse con suplementos.
En los bebés y niños, que necesitan más hierro por estar en edad de crecimiento, la causa principal de este déficit es una dieta pobre en hierro. Las mujeres embarazadas toman suplementos de hierro debido a que el feto en desarrollo consume grandes cantidades de este elemento.
En los países desarrollados, la dieta promedio contiene aproximadamente 6 miligramos de hierro por cada 1000 calorías de alimento, por lo que la persona consume un promedio de 10 a 12 miligramos de hierro por día. Muchos alimentos contienen hierro, pero la carne es su mejor fuente. Las fibras vegetales, los fosfatos, el salvado y los antiácidos disminuyen la absorción del hierro al unirse a este. La vitamina C (ácido ascórbico) puede aumentar la absorción del hierro. El cuerpo absorbe de 1 a 2 miligramos de hierro diariamente por medio de los alimentos, que es prácticamente igual a la cantidad que el cuerpo pierde normalmente cada día.

## Diagnóstico diferencial
La causa más frecuente de confusión con respecto al diagnóstico de la anemia por deficiencia de hierro, es la talasemia menor, confusión que determina con cierta frecuencia, tratamiento con sales de hierro de uno o más años a pacientes con esa anormalidad. Bastaría en este caso concreto, ordenar las pruebas del laboratorio diagnósticas de deficiencia de hierro y una electroforesis de hemoglobina, para separar esas dos entidades clínicas.
Los procesos crónicos tales como las infecciones bacterianes y fungicas, las inflamaciones no infecciosas (artritis reumatoide, lupus eritematoso sistémico, quemaduras, traumas, etc.) y las enfermedades neoplásicas pueden provocar anemias con alteraciones de las pruebas por deficiencia de hierro, dificultando su completa separación de una verdadera deficiencia de hierro.

## Tratamiento
Una vez confirmado el diagnóstico de deficiencia de hierro, el paso más importante es tratar de identificar el trastorno de base o primario que originó la deficiencia de hierro. Mientras se realizan los estudios respectivos o luego de identificar la enfermedad primaria se debe iniciar la reposición del mineral. La transfusión de glóbulos rojos solo se indicará si el paciente presenta signos de hipoxia tisular, teniendo en cuenta que su efecto terapéutico es transitorio.
En adición a una dieta rica en hierro debe preferirse como tratamiento inicial la ingestión de sales de hierro, con lo cual se logra la restauración gradual de la función hematopoyética normal. Constituye la forma más inocua y menos costosa de reposición y suele ser bien tolerada (su efecto colateral más importante es leve irritación intestinal con mejoría ocasional del estreñimiento previo, aunque no están autorizadas para tratar este trastorno). Para sujetos que no absorben adecuadamente el hierro por vía oral o que no lo toleran definitivamente, se cuenta con preparados parenterales, sin embargo el pequeño el riesgo de anafilaxia y otros efectos adversos hacen que estos últimos preparados sean menos aceptables como tratamiento de primera línea.
La solubilidad de las sales de hierro es la condición indispensable para que el hierro se absorba adecuadamente, siendo mejor la absorción en la forma ferrosa que en la férrica. Su porcentaje de absorción disminuye progresivamente en relación de la dosis empleada, de ahí la recomendación de administrar la dosis diaria en dos o tres tomas.
Preparados de hierro ingeribles: la ingestión de hierro en los alimentos no alcanza a suplir las deficiencias titulares debido a una muy baja biodispinibilidad del mineral en esa forma. En cambio, se absorben mejor las sales, especialmente en la forma de ferrosa. En promedio, el individuo, absorbe unos 30 mg de hierro si recibe diariamente 180 mg de la forma elemental. De este modo, para una máxima absorción, una dosis estándar sería 60 mg de hierro elemental por día (lo que se consigue con 3 tabletas al día de 200 mg de hierro) entre las comidas. Los preparados con capa entérica suelen ser ineficaces debido a que no permiten la liberación del hierro en el medio ácido del estómago, además hay muy pocos datos en pro estos realmente disminuyan los efectos adversos. Las tabletas de combinación contienen sustancias que tal vez mejoren un poco la absorción, pero esto no justifica su alto precio.
En el 15 a 20 % de las personas que reciben suplementos orales de hierro aparecen efectos gastrointestinales adversos, tales como náuseas, cólicos, molestias epigástricas, estreñimiento o diarrea, que al aparecer dependen de la dosis. Para aminorar a un nivel tolerable los efectos adversos se recomiendan iniciar la ingesta del hierro con bajas dosis, empezando con media tableta y aumentando progresivamente la dosis cada 7 a 10 días hasta llegar a la dosis plena del adulto que son 3 tabletas al día. Debe preferirse la administración con el estómago vacío, sin embargo si se quieren disminuir los efectos colaterales gastrointestinales puede administrarse luego de las comidas. La preparados de liberación controlada tienen una menor frecuencia de efectos gastrointestinales adversos, pero resultan ser más costosos. En un estudio se demostró que la absorción no disminuye si se administra el sulfato ferroso en dicha forma. La absorción de hierro requiere un medio ácido, de ahí que no se recomienda el uso concomitante de antiácidos.
Administración parenteral de hierro: la administración de compuestos de hierro por vía parenteral debe hacerse con mayor precaución, debido a que un exceso en la concentración del mismo en los tejidos puedes producir efectos indeseables. Además, la aparición de fenómenos de intolerancia suelen ser mucho más graves que los administrados por vía oral. Se han ensayado muchos preparados de hierro, algunos han sido descontinuados debido a su alta toxicidad, y los que se utilizan más actualmente son: el hierro dextrán, el polimaltosado férrico y el complejo de hierro-sorbitol-ácido-cítrico. De estos productos, solo el hierro dextrán se utiliza por vía endovenosa y su administración puede provocar en sujetos sensibles: cefalea, lipotimia, enrojecimiento de la cara, náuseas, vómitos, tromboflebitis en el sitio de la inyección, broncoespasmo, shock y paro cardíaco. La inyección intramuscular de los preparados de hierro puede ocasionar fiebre, adenitis regional en el sitio de la inyección y los síntomas señalados al utilizar la vía endovenosa. Para evitar estos inconvenientes se recomienda inicialmente una pequeña dosis y esperar por 5 minutos antes de aplicar la dosis total. Los síntomas provocados por la administración endovenosa, no se presentan o se mitigan considerablemente, cuando se inyectan 50 mg de hierro dextrán diluido en 500 mL de solución salina o glucofisiológica, teniendo la precaución de administrarlo lentamente al comienzo.

## Prevención
La forma más racional de prevenir la carencia de hierro, especialmente en niños, sería mediante el establecimiento de regímenes alimentarios ricos en hierro hemínico, el cual se absorbe 3-4 veces mejor que el hierro no hemínico, así como de alimentos que favorezcan la absorción del hierro de los vegetales. Esta medida, aunque es válida, es muy difícil de llevar a la práctica ya que los regímenes alimentarios de una población forman parte de su patrón cultural, así como de la producción de alimentos de la región. Una segunda podría ser, mejorar la absorción del mineral de los alimentos agregándoles sustancias que favorezcan la absorción del hierro no hemínico presentes en los alimentos vegetales. En este caso, el ácido ascórbico es el más adecuado, ya que mejora la absorción del hierro en forma proporcional a la cantidad administrada. Sin embargo, esta sustancia tiene desventajas: alto costo y su oxidación e inactivación cuando los alimentos son sometidos a altas temperaturas durante su cocción. La suplementación de hierro a los segmentos de la población más vulnerables a la carencia de hierro podría ser también otra alternativa. Sin embargo, la experiencia ha demostrado que esta medida requiere la máxima colaboración por parte de la población y en forma constante, cualidades que desafortunadamente no suelen exhibir los grupos más afectados; además, el programa es costoso por la vigilancia permanente que hay que llevar a cabo durante todo el tiempo que este dure.